# Conseillers généraux de la Seine-Saint-Denis (2011-2015)
Pour les articles homonymes, voir Laporte et Pierre Laporte (homonymie).
Les conseillers généraux de la Seine-Saint-Denis en fonction pendant la mandature 2011-2015 sont au nombre de 40. Stéphane Troussel succède le 4 septembre 2012 à Claude Bartolone, président depuis le 20 mars 2008 et premier socialiste à présider le conseil général.
Entre le renouvellement électoral de mars 2011 et le remaniement de 2012 consécutif à l'élection du nouveau président, les conseillers généraux de Seine-Saint-Denis ont été les suivants :

## Exécutif départemental

### Président

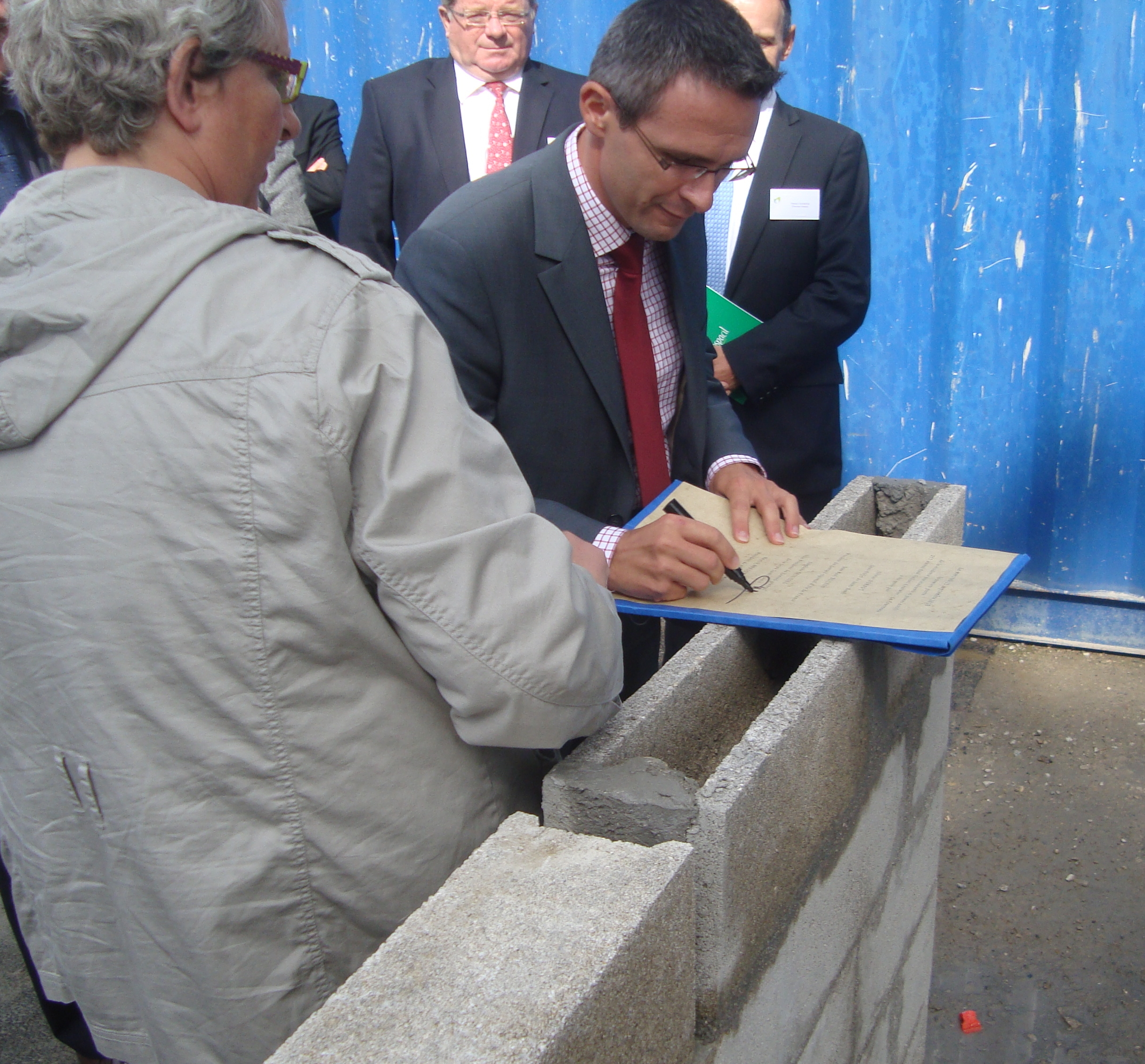
Pose de la première pierre d'une résidence pour jeunes.

Stéphane Troussel est né le 7 avril 1970 à Saint-Denis. Il habite depuis toujours à La Courneuve. Il est fonctionnaire territorial en position de détachement.
Il a milité à SOS Racisme, puis à l'UNEF-ID. Après avoir été membre d'associations sportives ou culturelles, il est maintenant membre d'une association de parents d'élèves et de consommateurs.
Adhérent au PS depuis 1993, il rallie les amis de Laurent Fabius au moment de son soutien au non au référendum sur le traité constitutionnel européen.
Il est élu au conseil municipal de La Courneuve en 1995 et réélu en 2001 sur une liste d'union de la gauche. En son sein, il est élu, en 2001, adjoint au maire chargé de la petite enfance, à laquelle s'ajoute la population de 2004 à 2008.
Il est élu conseiller général du canton de La Courneuve en 2004, après avoir devancé au premier tour la candidate communiste sortante, Marie-Christine Labat. Il conduit une liste PS-Verts-PRG-MRC aux municipales 2008, qui ne réussit pas à battre celle du maire communiste sortant, Gilles Poux. En mars 2008, il devient vice-président du conseil général chargé de l'habitat, de la politique de la ville et de la mixité sociale. Réélu conseiller conseiller général en 2011 face au maire de la commune, il devient premier vice-président, chargé de l'habitat et de l'égalité territoriale.
Le 4 septembre 2012, Claude Bartolone étant devenu président de l'Assemblée nationale, il lui succède à la tête du conseil général. Depuis mars 2014, il est adjoint au maire de La Courneuve, chargé des finances locales.

### 1ervice-président
Daniel Guiraud est membre du Parti socialiste.
Militant associatif (notamment pour la défense des locataires) et politique, il est élu maire des Lilas en mars 2001 en battant la liste de droite sortante. En mars 2004, il est élu conseiller général du canton des Lilas ; il devient président du groupe des élus socialistes. Depuis 2008, il est vice-président chargé du développement des finances et de l'administration générale.
Marié et père de trois enfants, il est diplômé d’études supérieures spécialisées en droit public et en sciences politiques.
Il préside l’association de promotion du prolongement de la ligne 11 du métro depuis 2003. D'abord membre de la Gauche socialiste, il se rallie en 1998 aux amis de Laurent Fabius en devenant collaborateur de Claude Bartolone.
En septembre 2012, il devient premier vice-président du conseil général, chargé des finances, de l’administration générale et de la coordination des affaires métropolitaines.

### 2evice-présidente
Membre du Parti communiste français, Josiane Bernard est élue en 2001 conseillère générale du canton de Bagnolet et vice-présidente du conseil général de la Seine-Saint-Denis. Elle est adjointe au maire de Bagnolet et réélue en 2008. En 2008, elle est chargée de l'environnement. En 2011, sa délégation devient l'écologie urbaine, l'environnement et l'assainissement. En 2014, elle devient simple conseillère municipale de Bagnolet, à la suite de la défaite de la liste du maire communiste sortant, Marc Everbecq.

### 3evice-président
Jean-François Baillon est le premier élu d'Europe Écologie Les Verts au conseil général. Adjoint au maire de Sevran, il succède à Stéphane Gatignon au poste de conseiller général en mars 2011. Il est nommé vice-président chargé de la solidarité et de l'insertion, de l'économie sociale et solidaire et des relations internationales et des affaires européennes.

### 4evice-président
Pierre Laporte est conseiller municipal de Tremblay-en-France, il est élu conseiller général du canton de Tremblay-en-France en 2001 et réélu en 2008. Il est élu en 2008 vice-président chargé de l'autonomie des personnes. En 2010, il quitte le PCF pour rejoindre la FASE. Il préside le groupe communiste, citoyen, Front de gauche, pour une alternative sociale et écologique.

### 5evice-présidente
Corinne Valls est une personnalité politique française de gauche. Militante d'abord au PCF, elle est adjointe au maire de Romainville (Seine-Saint-Denis) Robert Clément, qui lui cède son siège en 1998.
En dissidence du PCF, Corinne Valls est élue maire en 2001. Mais elle a une majorité fragilisée par le départ dans l'opposition de six élus communistes de sa liste en 2003. Malgré le soutien des socialistes (élus sur la liste concurrente) en 2004, plusieurs dossiers (dont l'intercommunalité) sont bloqués du fait d'une majorité fragile et d'un soutien au cas par cas de certains conseillers municipaux. Ces difficultés la contraignent à remettre sa démission en décembre 2006. Elle est réélue avec plus de 50 % des voix le 18 février 2007, lors des élections municipales partielles consécutives. La liste « antilibérale citoyenne et populaire » (PCF, Comité citoyen romainvillois et personnalités locales) menée par Jean-Marie Doussin et arrivée en seconde position au premier tour s'est maintenue au second. Elle est réélue maire en 2008 et en 2014. 
Corinne Valls est élue conseillère générale du canton de Romainville en mars 2004, où Robert Clément ne se représente pas. Elle siège dans le groupe PS-Verts au conseil général. Elle a fondé son mouvement politique départemental, le Mouvement de la Gauche Citoyenne. Elle est élue vice-présidente en 2008 chargée des transports, déplacements et voirie. En mars 2011, elle est réélue conseillère générale et vice-présidente du conseil général, chargée de la voirie, des transports et des déplacements. En septembre 2012, elle passe de 6e à 5e vice-présidente, avec les mêmes fonctions.

### 6evice-présidente

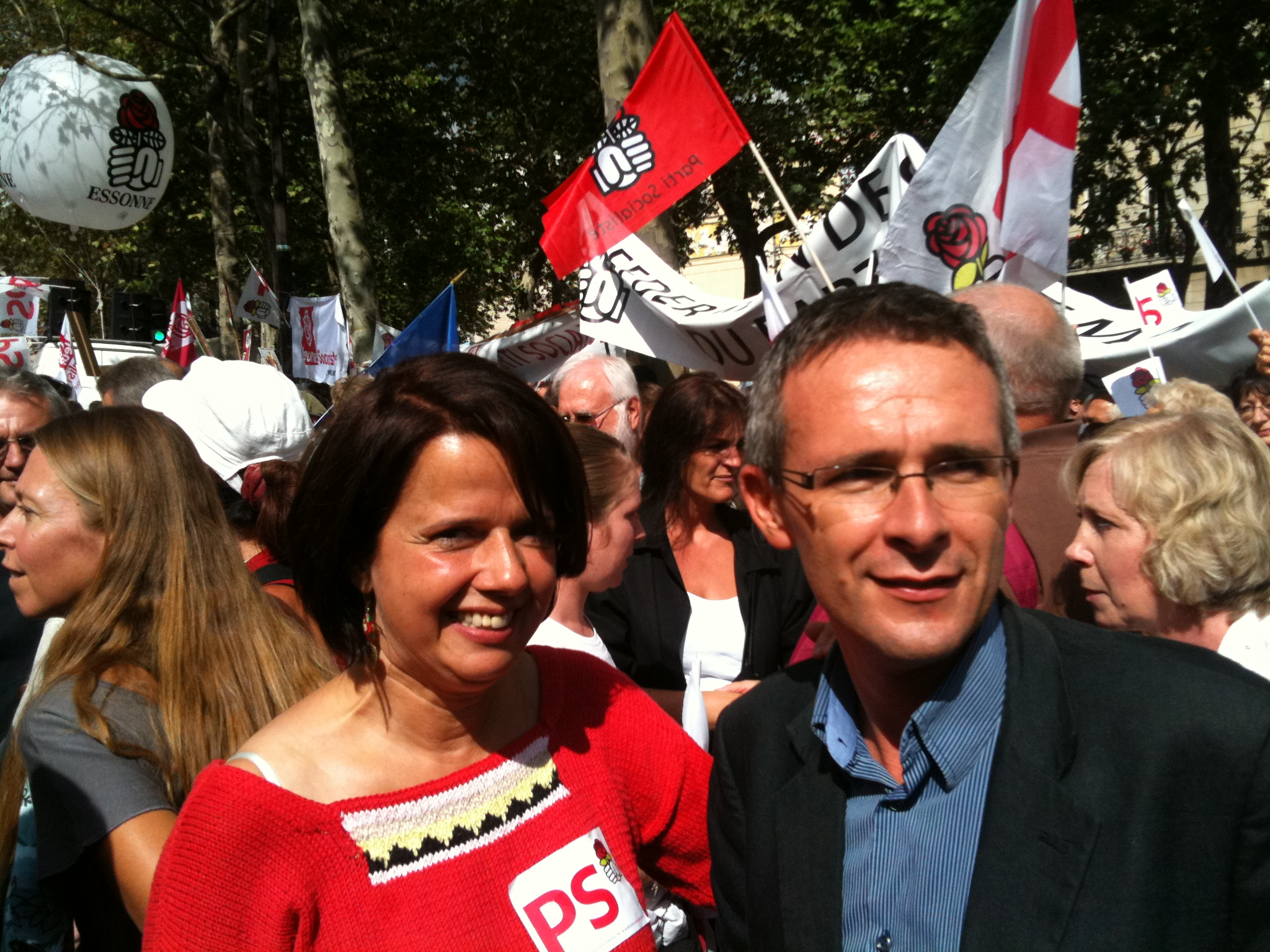
Sylvine Thomassin lors d'une manifestation en 2010.

Sylvine Thomassin est une personnalité politique française de Seine-Saint-Denis, membre du Parti socialiste. Elle représente plusieurs fois son parti aux élections dans la commune de Drancy avant de s'installer à Bondy.
Adjointe au maire de Bondy, elle est élue en 2001 conseillère générale de la Seine-Saint-Denis dans le canton de Bondy-Nord-Ouest et réélue en 2008.
Le 13 octobre 2011, elle devient maire de Bondy, à la suite de la démission de Gilbert Roger, élu sénateur (celui-ci ayant annoncé qu'il ne cumulerait pas les fonctions de maire et de sénateur). En septembre 2012, elle intègre l'exécutif départemental en reprenant les délégations exercées par Stéphane Troussel que sont le logement, la politique de la ville et l'égalité territoriale. Elle est réélue maire de Bondy en 2014.

### 7evice-président
Jean-Charles Nègre est une personnalité politique française de Seine-Saint-Denis, membre du PCF, mort en mars 2020 des suites du Covid-19.
Conseiller municipal de Montreuil, il est élu le 20 octobre 2002 conseiller général du canton de Montreuil-Est à la suite de l'annulation le 29 juillet 2002 de l'élection du conseiller général Verts Michel Poirier. Il devient vice-président du conseil général. Il est réélu en 2008 et fut chargé de l'insertion, du développement social et de la formation professionnelle. Il est chargé de la coopération décentralisée et internationale et de la formation professionnelle depuis 2011.

### 8evice-président
Emmanuel Constant est une personnalité politique française, né le 17 mars 1968 à Gourdon. Il est membre du PS.
Il est élu conseiller général du canton de Noisy-le-Grand en 1998 et réélu en 2004 et en 2011. Il est vice-président du conseil général de Seine-Saint-Denis, délégué aux sports et à la jeunesse de 2004 à 2008, puis chargé de la culture. En 2011, sa délégation devient celle de la culture et du patrimoine. En septembre 2012, il passe de 5e à 8e président, toujours chargé de la culture, du patrimoine et des archives, et devient président du groupe socialiste.
Il est également troisième adjoint au maire de Noisy-le-Grand, délégué aux travaux, à la propreté, aux espaces publics, à l'entretien du patrimoine, à la collecte sélective, à l'assainissement et à la gare du Grand Paris Express.
Il est élu aux élections législatives en juin 2012 comme suppléant du candidat socialiste Michel Pajon dans la 3e circonscription de Seine-Saint-Denis.

### 9evice-président
Adjoint au maire de Saint-Denis, succédant à Didier Paillard, maire de Saint-Denis, Bally Bagayoko est élu conseiller général du canton de Saint-Denis-Nord-Est, apparenté Parti communiste français en mars 2008. Il est nommé vice-président du conseil général chargé des services urbains et des nouvelles technologies. Réélu lors des cantonales de 2011, il est actuellement Vice-président à l’enfance et la famille et à l’aménagement numérique.
Né en 1973 à Levallois-Perret, issu d’une famille nombreuse d'origine malienne, Bally Bagayoko grandit dans les quartiers populaires de Saint-Denis. Très engagé dans la vie associative de Saint-Denis, il a notamment été entraîneur de basket-ball. Il est titulaire d’une maîtrise des Sciences et Techniques de la connaissance des banlieues et d’un DESS de géopolitique.
En 2001, il s'engage aux côtés de Patrick Braouezec et rejoint son équipe municipale en tant qu'adjoint au maire, chargé de la communication et du développement des technologies d'information et de la communication, puis chargé de la jeunesse, en 2004, sous le mandat son successeur, Didier Paillard. 
Marié et père de quatre enfants, Bally Bagayoko est cadre à la RATP.

### 10evice-président
Gérard Ségura (PS)

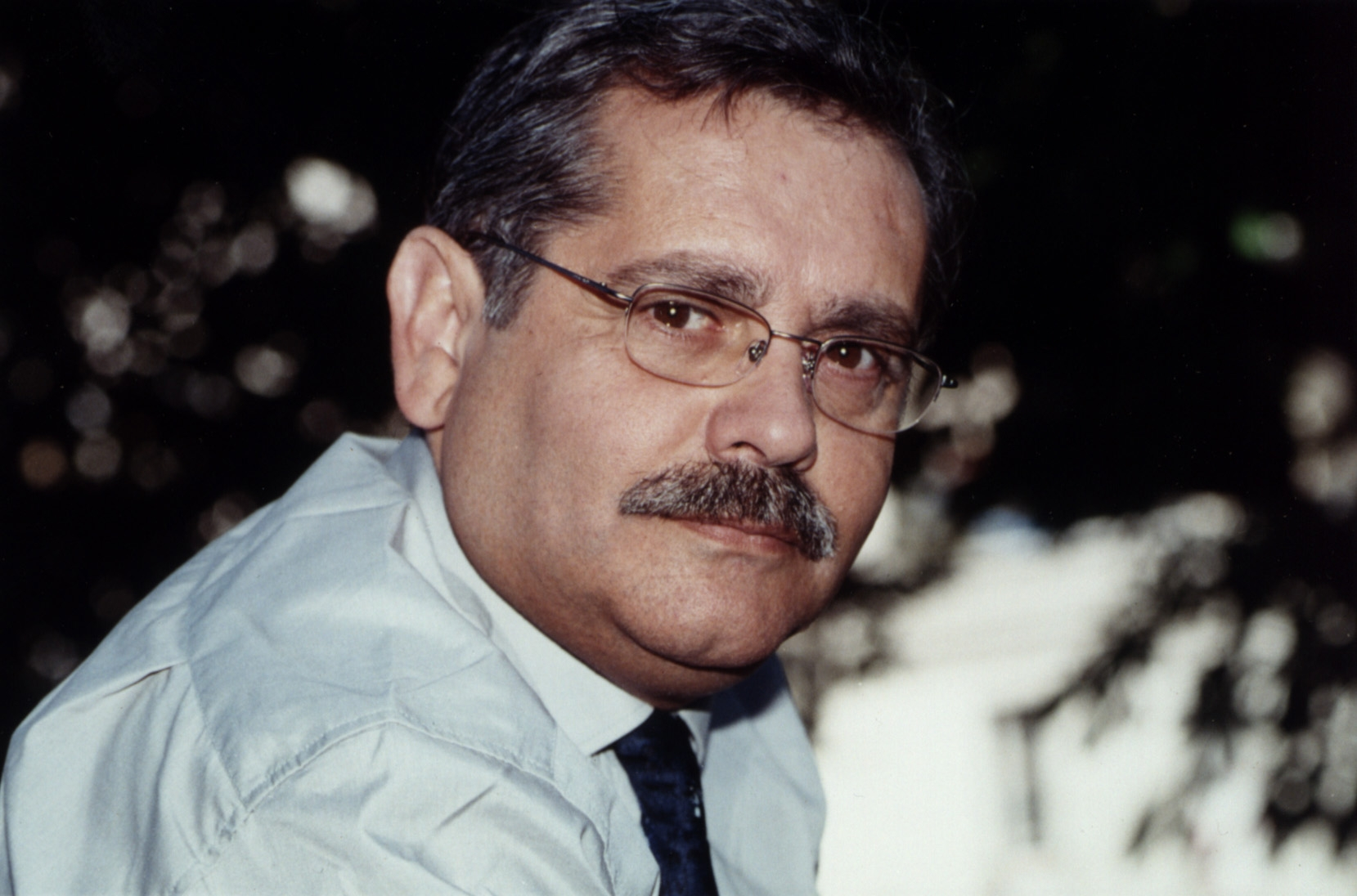
Gérard Ségura

Gérard Ségura est né en 1948 à Ammi Moussa (Algérie).
Militant à l'UNEF de 1968 à 1972, il exerce des responsabilités au sein de l'AGE de Sorbonne Censier. Instituteur de 1972 à 1993, il occupe des responsabilités au Syndicat national des instituteurs jusqu'en 1983. Il adhère en 1983 à Force ouvrière où il est membre du bureau national du Syndicat national unifié des directeurs et instituteurs (SNUDI FO) et secrétaire général-adjoint de l'Union départementale Force Ouvrière de Seine-Saint-Denis.
Il adhère en 1986 au Parti socialiste. Membre du courant jospiniste jusqu'en 1996, il rejoint le courant de Laurent Fabius.
Élu conseiller général (PS) du canton d'Aulnay-sous-Bois-Nord en 1998, il succède à Gérard Gaudron, conseiller général sortant UMP et 1er adjoint du maire UMP Jean-Claude Abrioux. Réélu en 2004 conseiller général du canton nord d'Aulnay-sous-Bois contre Gérard Gaudron (entre-temps élu maire d'Aulnay-sous-Bois), il devient vice-président du conseil général de la Seine-Saint-Denis.
Il y est chargé de la politique de la ville, de l'aménagement urbain et du logement.
Il est élu conseiller municipal d'Aulnay-sous-Bois en 2001 et préside le groupe d'opposition.
Il est investi par le PS pour les élections législatives de 2007 dans la 10e circonscription de la Seine-Saint-Denis et est battu au deuxième tour par le candidat UMP, Gérard Gaudron. En 2008, il défait ce dernier aux élections municipales et devient maire d'Aulnay-sous-Bois. En mars 2011, il est réélu conseiller général. En septembre 2012, il redevient vice-président chargé de l’aménagement, du développement économique et de la reconquête industrielle. En mars 2014, sa liste étant battue par celle de Bruno Beschizza, conseiller régional UMP, aux élections municipales, il redevient simple conseiller municipal.

### 11evice-président
Candidat du Parti communiste français, Azzédine Taïbi est élu conseiller général du canton de Stains en 2001 et réélu en 2008.
Il est alors aussi adjoint au maire de Stains. De 2007 à 2012, il est suppléant de Marie-George Buffet. En 2008, il devient vice-président du conseil général chargé du sport, de la jeunesse et de l'éducation populaire. En 2011, il est délégué aux sports et au développement des services publics départementaux.
En mars 2014, il est élu maire de Stains.

### 12evice-président

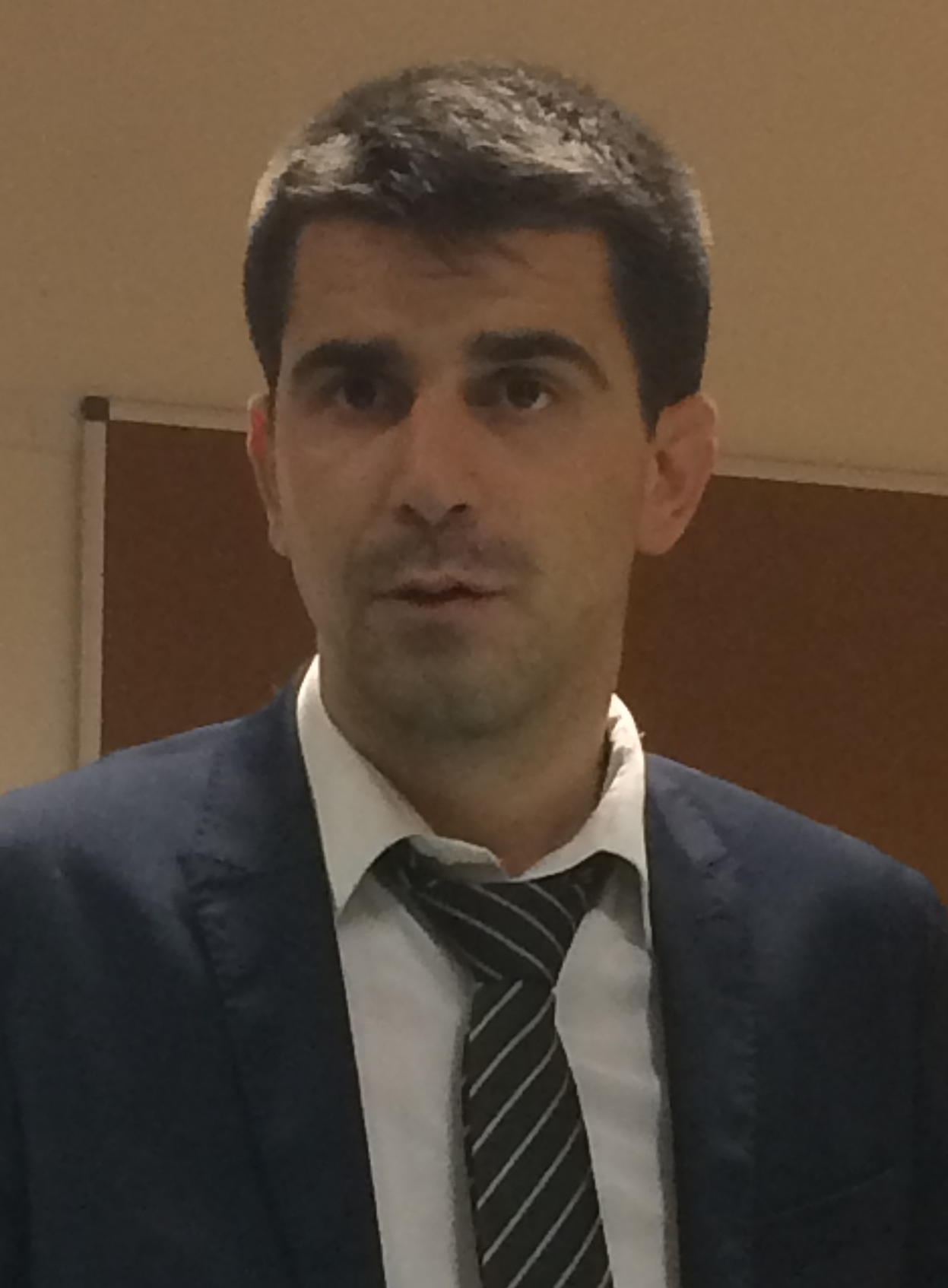
Mathieu Hanotin en 2016.

Le socialiste Mathieu Hanotin est élu en mars 2008, à seulement 29 ans, face au communiste sortant, Ronan Kerrest, conseiller général du canton de Saint-Denis-Sud. Il est chargé de l'éducation, de la citoyenneté et de la lutte contre les discriminations.
Il est originaire de Compiègne. Après avoir milité à l'UNEF-ID, il a passé trois ans au cabinet de Pascal Cherki, alors adjoint au maire de Paris, chargé des sports. En 2011, il devient vice-président chargé de l'éducation et de la jeunesse.
Il est élu député de la Seine-Saint-Denis en 2012, après avoir battu l'ancien communiste Patrick Braouezec, qui s'était maintenu contre lui au second tour. En revanche, sa liste est devancée par celle du maire communiste sortant, Didier Paillard, au second tour des élections municipales de 2014.

### Commission permanente
La commission permanente regroupe vingt-huit membres : le président et les douze vice-présidents du conseil général, ainsi que quinze autres élus : Gilbert Roger, Michèle Bailly, Danièle Marini, Gilles Garnier, Jean-Jacques Karman, Abdel Madjid Sadi, Belaïde Bedreddine, Jean-Michel Bluteau, Claude Capillon, Raymond Coënne, Katia Coppi, Stéphane Salini, Jacques Chaussat et Hervé Chevreau.

## Élus par groupe politique

### Groupe Socialiste, gauche citoyenne et Europe Écologie Les Verts
16 membres.

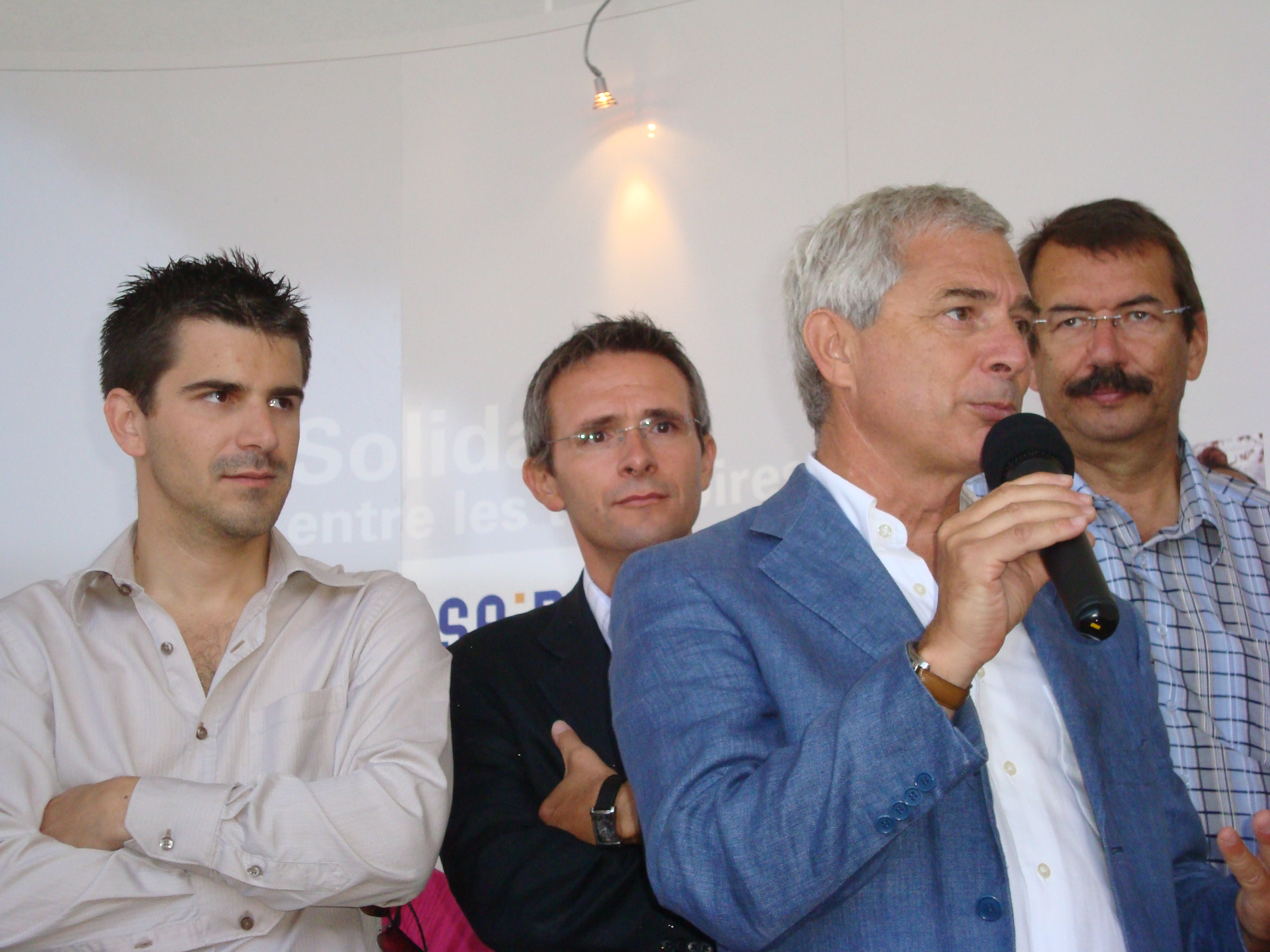
Gilbert Roger (à droite de l'image).

Le président du groupe est Emmanuel Constant. Outre le président du conseil général, Stéphane Troussel, et les vice-présidents Daniel Guiraud, Jean-François Baillon, Corinne Valls, Sylvine Thomassin, Emmanuel Constant, Gérard Ségura et Mathieu Hanotin, cités précédemment, sont membres du groupe les conseillers généraux suivants.

#### Aline Archimbaud
Aline Archimbaud est une personnalité politique française, membre d'Europe Écologie Les Verts depuis 1992.
Succédant à Claude Bartolone, qui a démissionné du conseil général le 29 avril 2014 (en raison de la loi sur le cumul des mandats) et dont elle était la suppléante dans le canton de Pantin-Ouest depuis 2008, Aline Archimbaud est députée européenne (Les Verts) de 1992 à 1994. Professeur de lettres, elle est adjointe au maire de Pantin de mars 1995 à mai 2014 et vice-présidente de la communauté d'agglomération Est Ensemble de 2010 à 2014. Elle est élue sénatrice de la Seine-Saint-Denis en septembre 2011.

#### Michèle Bailly

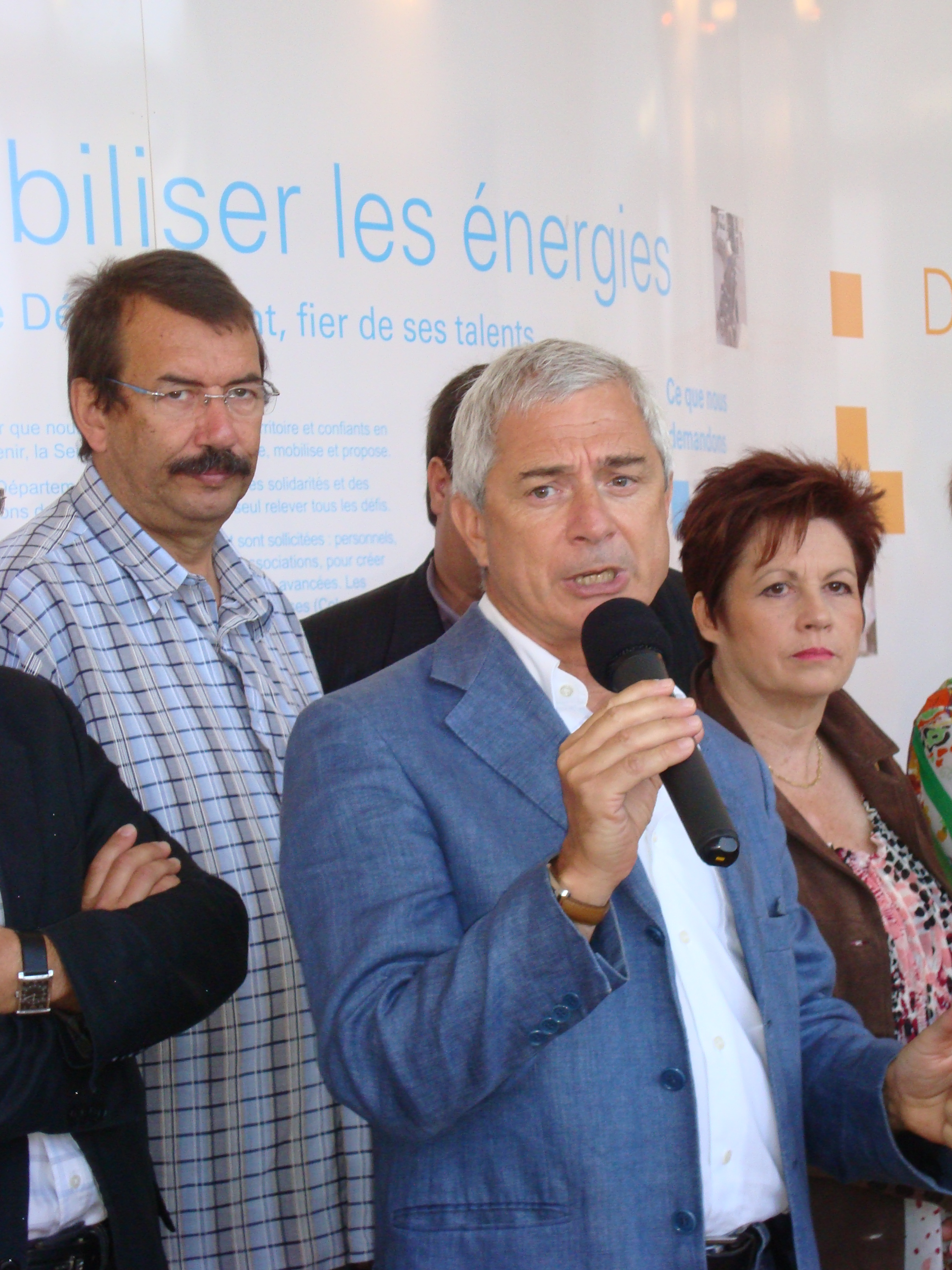
Michèle Bailly (à droite de l'image).

Succédant à Anne-Marie Mahéas qui ne se représentait pas, Michèle Bailly (Parti socialiste), née en 1946, est élue au premier tour en mars 2008 conseillère générale du canton de Neuilly-sur-Marne.
Titulaire d'une licence d'allemand, elle est arrivée dans le département dès l'âge de quatre ans à Clichy-sous-Bois, puis a habité à Villemomble et enfin à Neuilly-sur-Marne. Elle est salariée au conseil général de 1976 à 1990, puis est devenue fonctionnaire territoriale en tant que directrice de cabinet de Jacques Mahéas à la mairie de Neuilly-sur-Marne.

#### Claude Dilain
Médecin, maire de Clichy-sous-Bois de 1995 à 2011, Claude Dilain est conseiller général du canton du Raincy de 1998 à 2004. Battu en 2004 par Ludovic Toro, il défait celui-ci lors des élections cantonales de mars 2011. 
Il est élu sénateur de la Seine-Saint-Denis en septembre 2011 et se démet alors de ses fonctions municipales, en raison de la loi sur le cumul des mandats.

#### Michel Fourcade

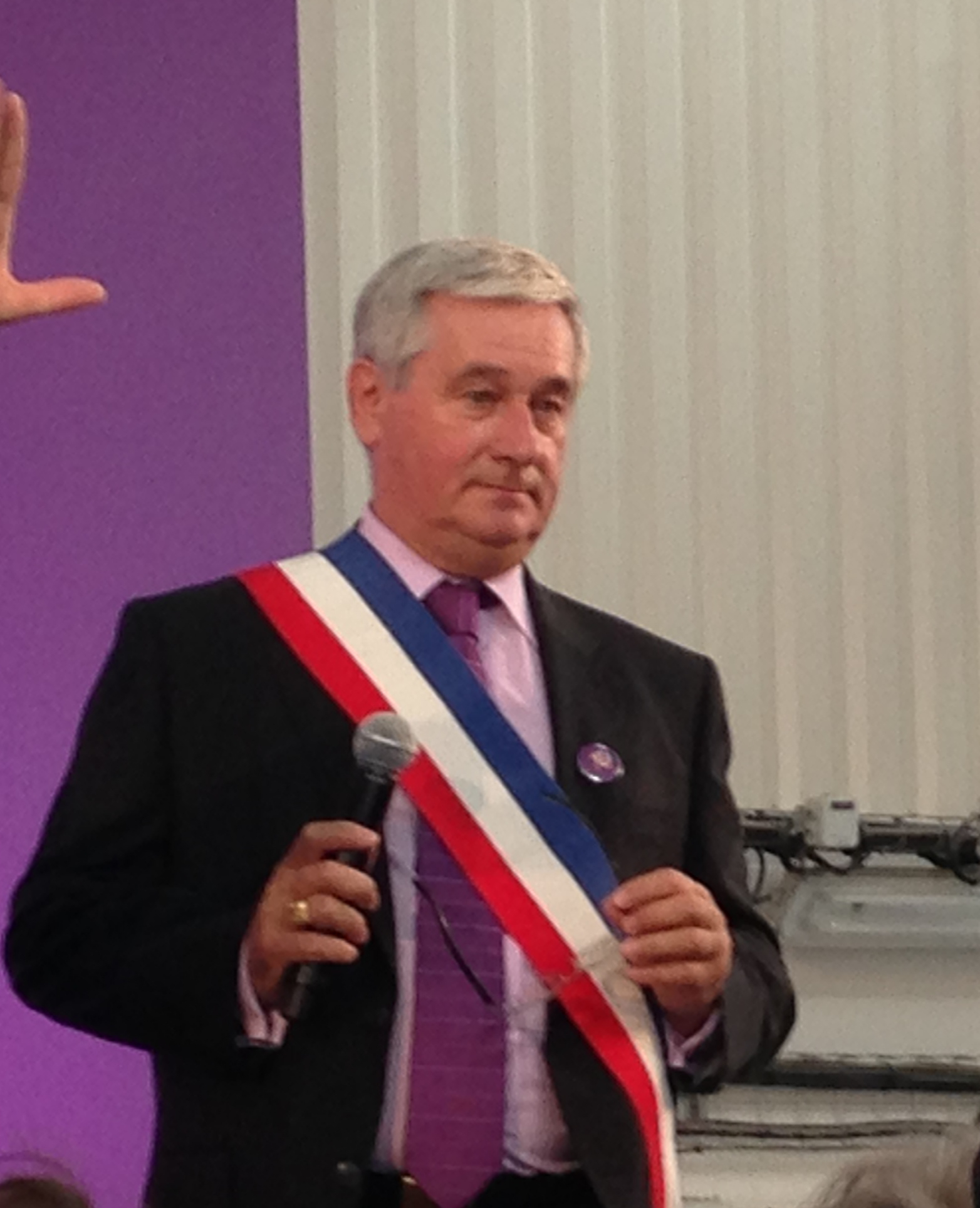
Michel Fourcade en août 2013.

Michel Fourcade (PS) est élu conseiller général du canton de Pierrefitte-sur-Seine en 2004 face à la candidate communiste sortante et alors maire de Pierrefitte-sur-Seine, Catherine Hanriot. En mars 2011, il est réélu conseiller général. En juin 2007, il est candidat suppléant du PS aux élections législatives dans la deuxième circonscription de la Seine-Saint-Denis, tout comme en 2012, année où il devient député suppléant. 
Le 15 mars 2008, il est élu maire de Pierrefitte-sur-Seine, puis est réélu en mars 2014.

#### Bertrand Kern
Bertrand Kern est une personnalité politique française, membre du PS, né le 4 février 1962 à Belfort.
Suppléant de Claude Bartolone, il devient député le 1er mai 1998 (jusqu'au 18 juin 2002) quand ce dernier est nommé ministre du gouvernement Lionel Jospin.
En 1998, il est élu conseiller général du canton de Pantin-Ouest, puis réélu au premier tour en 2004.
En 2001, il est élu maire de Pantin (Seine-Saint-Denis), dont le maire sortant, Jacques Isabet, était communiste. Il est réélu au premier tour en 2008. Il a présidé la communauté d'agglomération Est Ensemble de janvier 2010 à octobre 2012. Il est réélu conseiller général en mars 2011 et maire de Pantin en mars 2014.

#### Danièle Marini
Membre du Parti socialiste, suppléante de Pascal Popelin, elle lui succède comme conseillère générale du canton de Livry-Gargan après qu'il est élu député en juin 2012. Elle est conseillère municipale déléguée de Livry-Gargan de 2001 à 2008, puis adjointe au maire de 2008 à 2014 et est actuellement conseillère municipale de la ville, à la suite de la défaite de la liste du maire sortant, Alain Calmat, aux élections de mars 2014.

#### Frédéric Molossi
Succédant à Claire Pessin-Garric (MARS-GR), Frédéric Molossi, né en 1968, est élu conseiller général (PS) du canton de Montreuil-Nord en mars 2008.
Conseiller municipal de Montreuil de 1989 à 1995, il est adjoint au maire, Jean-Pierre Brard, de 1995 à 2008, chargé successivement de l'enseignement secondaire, de la petite enfance et de la santé. De 2008 à 2014, il siège dans l'opposition municipale. En mars 2014, il est élu adjoint au nouveau maire communiste, Patrick Bessac, chargé du personnel.

#### Gilbert Roger
Gilbert Roger (Parti socialiste) est élu conseiller général du canton de Bondy-Sud-Est en 1988, réélu en 1994 et en 2001. Il est premier vice-président du conseil général de 2004 à 2011.
Il est également adjoint au maire de Bondy de 1989 à 1995, puis maire de mars 1995 à octobre 2011. Lors du Congrès du Mans, il a rejoint le courant NPS. Puis il fut l'un des premiers soutiens de Ségolène Royal dans sa campagne interne pour l'investiture socialiste, avant de prendre ses distances avec elle.
En 2008, il est réélu conseiller général au premier tour. Il préside le groupe socialiste et EÉLV au conseil général de mars 2011 à décembre 2012. Élu sénateur en septembre 2011, il démissionne de son mandat de maire en octobre 2011.

### Groupe Union des démocrates et indépendants
5 membres (3 de mars 2011 à septembre 2012)
Le président du groupe est Stéphane Salini.
Après l'élection d'un troisième centriste en 2011, la droite se dote en 2011 d'un second groupe d'opposition. En septembre 2012, il reçoit le renfort de Pierre Facon et Stéphane Salini.

#### Élisa Carcillo
Suppléante de Vincent Capo-Canellas, Élisa Carcillo lui succède en tant que conseillère générale du canton du Bourget en octobre 2011, après que celui-ci est devenu sénateur et a démissionné pour cause de cumul de mandats. Elle est adjointe au maire de Drancy, chargée des centres de vacances, et membre de Force européenne démocrate.

#### Jacques Chaussat
Succédant à Michel Lacroix (UMP), qui ne se représentait pas, Jacques Chaussat, membre du Parti radical, est élu conseiller général du canton d'Aulnay-sous-Bois-Sud en 2008. 
Il est adjoint au maire d'Aulnay-sous-Bois de 1983 à 2008, sous les mandats de Jean-Claude Abrioux et de Gérard Gaudron, et est de nouveau adjoint au maire, à la suite de la victoire de la liste de Bruno Beschizza aux élections municipales de 2014. 
Il quitte le groupe UMP au conseil général en 2011 pour fonder le groupe de centre-droit et rejoint, avec le Parti radical, l'UDI en 2012.

#### Hervé Chevreau
Ancien membre du MPF, Hervé Chevreau est élu maire (UDF) d'Épinay-sur-Seine en 2001. Il connaît un premier échec aux élections cantonales de mars 2004 face à Serge Méry, avant de battre ce dernier en mars 2011. 
Il rejoint le MODEM en 2007, puis le quitte en 2009. Il est réélu maire d'Épinay-sur-Seine en 2008 et en 2014.

#### Pierre Facon
Pierre Facon, né le 20 janvier 1957, est une personnalité politique française, membre de l'UMP jusqu'en 2012. Il a, depuis, rejoint l'UDI. Il est élu conseiller général du canton de Neuilly-Plaisance en 2001 et réélu en 2008.

#### Stéphane Salini
Stéphane Salini (né le 21 novembre 1970 au Blanc-Mesnil) est une personnalité politique française, membre de l'UDI et de Force européenne démocrate. Conseiller municipal d'opposition à Drancy, il est élu premier adjoint au maire après la victoire de Jean-Christophe Lagarde aux municipales de 2001.[réf. souhaitée] Réélu en 2008, il est 1er adjoint au maire chargé des finances.[réf. souhaitée] En 2014, il ne garde que sa fonction de conseiller municipal, mais préside désormais la communauté d'agglomération de l'aéroport du Bourget.
En 2004, il est élu conseiller général du canton de Drancy, dans lequel le sortant communiste, Gilbert Conte, ne représentait pas. Il est réélu conseiller général en mars 2011.

### Groupe Seine-Saint-Denis pour demain
6 membres, adhérents ou apparentés UMP.
Le président du groupe est Jean-Michel Bluteau.
Après la défaite de Ludovic Toro en 2011 et le départ des centristes, le groupe passe de 10 à 8 membres en mars 2011, puis 6 en septembre 2012 après le départ de Pierre Facon et Stéphane Salini pour le groupe centriste.

#### Jean-Michel Bluteau
Jean-Michel Bluteau est élu conseiller général du canton de Villemomble lors des élections cantonales partielles qui se sont tenues les 14 et 21 octobre 2007, à la suite de l'élection de son prédécesseur, Patrice Calméjane, en tant député de la huitième circonscription de la Seine-Saint-Denis, puis réélu en 2008.
Né le 13 août 1972 au Raincy, il était maire-adjoint de Villemomble, dont il est conseiller municipal depuis 1995.
En septembre 2018 il a démissionné de son poste de conseiller municipal.

#### Claude Capillon
Claude Capillon est élu conseiller général du canton de Rosny-sous-Bois en 2004, le conseiller général sortant et maire Claude Pernès ne s'étant pas représenté. Il est élu maire de Rosny-sous-Bois en 2010, à la suite de la mort de ce dernier, et réélu en mars 2014.
Face à son rival socialiste, Philippe Vachieri, il est réélu conseiller général avec 51 % de voix en mars 2011.

#### Raymond Coënne
Raymond Coënne est une personnalité politique française, membre de l'UMP. Maire de Coubron de 1990 à 2014, succédant à son cousin Jean Corlin, il est élu conseiller général du canton de Montfermeil en 1998, puis réélu en 2004 lors d'une triangulaire. Il est réélu conseiller général en mars 2011.

#### Katia Coppi
Née le 29 mai 1949, Katia Coppi (apparentée à l'UMP puis Les Républicains) est élue conseillère générale du canton des Pavillons-sous-Bois en novembre 2004, à la suite de la démission du titulaire Philippe Dallier, élu sénateur. Elle est réélue conseillère générale en mars 2011 puis conseillère départementale, en duo avec Stephen Hervé en mars 2015, dans le canton de Bondy.
Elle est aussi première adjointe au maire des Pavillons-sous-Bois de 2001 à 2017, après la réélection de Philippe Dallier au Sénat et l'application des nouvelles règles sur le cumul des mandats, elle est élue maire `le 21 octobre 2017.  

#### Michel Teulet
Michel Teulet est une personnalité politique française, membre de l'UMP.
Il est élu conseiller général du canton de Gagny en 1985 et réélu en 1992, en 1998, en 2004 et en 2011.
Il est aussi maire de Gagny de 1995 jusqu’à sa mort en juillet 2019.

#### Martine Valleton
Conseillère municipale de Villepinte de 1984 à 1989, puis adjointe au maire chargée des affaires économiques de 1989 à 1995, conseillère municipale d'opposition de 1995 à 2001, Martine Valleton est maire de la commune de 2001 à 2008. Elle est élue conseillère générale du canton de Villepinte en mars 2011 face à la conseillère sortante, Nelly Roland-Iriberry, qui l'avait battue aux élections municipales de 2008. Conseillère municipale d'opposition de 2008 à 2011, elle redevient maire de la ville en 2014, après la large victoire de sa liste contre celle de la maire sortante, Nelly Roland-Iriberry. 
D'abord membre de l'UDF (Parti républicain), elle rejoint l'UMP lors de sa création, en 2002 et en est secrétaire générale-adjointe jusqu'en 2004. Martine Valleton est conseillère régionale d'Île-de-France de 2004 à 2014.

### Groupe Communiste, citoyen, Front de gauche, pour une transformation sociale et écologique
13 membres.
Le président du groupe est Pierre Laporte. Outre les vice-présidents du conseil général, Josiane Bernard, Pierre Laporte, Jean-Charles Nègre, Bally Bagayoko et Azzedine Taïbi, cités précédemment, sont membres du groupe les conseillers généraux suivants.

#### Pascal Beaudet
Instituteur, adjoint au maire d'Aubervilliers de 1995 à 2003, Pascal Beaudet succède à Jack Ralite comme maire de la ville en 2003. Il adhère au PCF en 2002. Battu aux élections municipales de 2008 par Jacques Salvator, Il est élu conseiller général du canton d'Aubervilliers-Est en mars 2011 face à la sortante socialiste Évelyne Yonnet. Pascal Beaudet prend sa revanche sur Jacques Salvator aux élections municipales de mars 2014 et redevient maire d'Aubervilliers.

#### Belaide Bedreddine
En mars 2011, Belaide Beddredine est élu conseiller général du canton de Montreuil-Ouest face au sortant apparenté PS Manuel Martinez. Il est adjoint au maire de Montreuil, chargé de l'éducation, de l'enfance et de la petite enfance, depuis 2014.

#### Hervé Bramy
Hervé Bramy est un homme politique français, né le 15 décembre 1954 au Blanc-Mesnil (Seine-Saint-Denis). Il est membre du Parti communiste français.
Adjoint au maire du Blanc-Mesnil de 1995 à 2014, il est élu conseiller général du canton du Blanc-Mesnil en 1997, lorsque le maire, Daniel Feurtet, devenu député en raison de la nomination de Marie-George Buffet au gouvernement, a dû démissionner pour ne pas être en situation de cumul des mandats.
Hervé Bramy devient président du groupe communiste au conseil général en 1998. Il est réélu conseiller général en 2001 et en 2008, devenant, entre-temps, président du conseil général de la Seine-Saint-Denis en avril 2004. Mais il doit céder son siège en 2008 à Claude Bartolone, les socialistes étant devenus majoritaires à gauche. Il est conseiller municipal d'opposition au nouveau maire UMP du Blanc-Mesnil depuis mars 2014.

#### Gilles Garnier
Gilles Garnier est une personnalité politique française de Seine-Saint-Denis, membre du PCF.
Il est élu en 2001 conseiller général du canton de Noisy-le-Sec et vice-président du conseil général. Il est réélu au second tour en 2008. 
Adjoint au maire communiste de Noisy-le-Sec de mars 2001 à novembre 2002, il est conseiller municipal d'opposition de janvier 2003 à mars 2008, à la suite de la victoire de la liste de droite conduite par Nicole Rivoire (UDF) lors d'élections partielles. Il devient adjoint au nouveau maire socialiste, Alda Pereira-Lemaitre, de 2008 à 2010. La démission des élus de son groupe provoque une élection partielle en décembre 2010, remportée par la liste de droite conduite par Laurent Rivoire (Nouveau Centre), le fils de Nicole Rivoire. Il est conseiller municipal d'opposition depuis cette date.

#### Florence Haye
Militante au PCF, Florence Haye fut une collaboratrice de Patrick Braouezec, avant de se présenter et d'être élue en mars 2004 conseillère générale du canton de Saint-Denis-Nord-Ouest, où Claudie Gillot-Dumoutier ne se représentait pas. En mars 2008, elle devient première adjointe de Saint-Denis et est réélue à l'issue des élections municipales de 2014. En mars 2011, elle est réélue conseillère générale.

#### Jean-Jacques Karman
Jean-Jacques Karman est une personnalité politique française, membre du Parti communiste français, née le 16 août 1946 à Aubervilliers (Seine-Saint-Denis). Son père André Karman était lui aussi une personnalité politique d'Aubervilliers et maire.
Il est conseiller général, élu dans le canton d'Aubervilliers-Ouest depuis 1985, succédant à son père, et vice-président du conseil général jusqu'en 2008. En 2001, il présente une liste contre le maire sortant, communiste lui aussi, Jack Ralite, dont il est adjoint au maire depuis 1989. Il rejoint la majorité municipale en 2003 ou 2004 et est de nouveau adjoint au maire d'Aubervilliers. Il est réélu conseiller général en 2008, mais siège dans l'opposition municipale à la suite de la prise de la mairie par le PS. Jean-Jacques Karman est de nouveau adjoint au maire d'Aubervilliers depuis mars 2014, à la suite de la victoire de liste de l'ancien maire communiste, Pascal Beaudet, contre la liste du maire sortant socialiste, Jacques Salvator.
Candidat aux élections législatives en 2002 pour la succession de Muguette Jacquaint, qui ne devait pas se représenter, en concurrence contre l'autre candidat communiste, Gilles Poux, et le socialiste Daniel Goldberg, il se maintient contre la sortante, finalement soutenue par le PCF, les Verts et le PS, qui est réélue.

#### Jacqueline Rouillon-Dambreville
Militante au PCF et maire de Saint-Ouen (Seine-Saint-Denis) de 1999 à 2014, Jacqueline Rouillon-Dambreville est élue en 2004 conseillère générale du canton de Saint-Ouen, où Jean-Pierre Heinen ne se représentait pas.
En juin 2010, elle révèle qu'elle n'a pas repris sa carte au PCF depuis 2008. En mars 2011, elle est réélue conseillère générale. En mars 2014, la liste qu'elle conduit aux élections municipales est battue par une liste de droite, conduite par William Delannoy (UDI).

#### Abdel-Majid Sadi

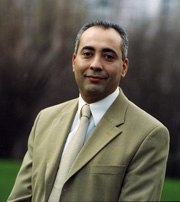
Abdel-Madjid Sadi

Abdel-Madjid Sadi est un homme politique français, apparenté PCF, né en 1962 à La Courneuve. Il travaille comme animateur à Bobigny, où il réside depuis 1983.
Conseiller municipal, puis adjoint au maire de Bobigny depuis 1995, il est élu conseiller général du canton de Bobigny en 2001, puis réélu en 2008.
En 2006, à la suite du décès du maire de Bobigny Bernard Birsinger, il devient premier adjoint de la nouvelle maire, Catherine Peyge. Il est candidat du PCF aux élections législatives de 2007, dans la 5e circonscription de Seine-Saint-Denis (qui regroupe alors les villes de Drancy et Bobigny), battu au second tour. Candidat aux législatives en 2012, il est battu au premier tour. En mars 2014, il redevient conseiller municipal à la suite de la victoire de la liste de droite, conduite par l'UDI.
Aux élections municipales de mars 2020, c'est la liste qu'il conduit qui arrive en tête avec 37,65% des suffrages exprimés.